# Numenios von Apameia
Numenios von Apameia (Apamea) war ein griechischer Philosoph (Platoniker). Er stammte aus Apameia in der römischen Provinz Syria und lebte um die Mitte des 2. Jahrhunderts. Ansonsten ist von seinem Leben fast nichts bekannt. Anscheinend lebte und lehrte er in seiner Heimatstadt.

## Werke
Die sieben Werke des Numenios, deren Titel wir kennen, sind alle verloren; erhalten sind nur Fragmente. Das Hauptwerk, ein Dialog, hieß Über das Gute. Die anderen Titel lauteten: Über die Abwendung der Akademiker von Platon, Über die Unvergänglichkeit der Seele, Über das bei Platon Ungesagte, Über den Ort, Über die Zahlen und Der Wiedehopf. Vom Inhalt der drei letztgenannten Werke ist nichts bekannt.

## Lehre
Numenios bekennt sich zu der Ansicht, dass es eine ursprüngliche einheitliche Weisheitslehre gegeben habe, die bei den Griechen ebenso wie bei anderen Völkern (Indern, Ägyptern, Persern und Juden) bekannt gewesen sei. Eine Variante dieser später bei Neuplatonikern und Neupythagoreern verbreiteten Idee hatten schon Aristobulos und Philon von Alexandria vertreten, die Beeinflussung der griechischen Philosophie durch den Pentateuch annahmen. Numenios meinte, die ursprüngliche wahre Philosophie sei von Pythagoras und Platon gelehrt worden, doch seien spätere Philosophen davon abgewichen. Daher solle man zur ursprünglichen Lehre Platons zurückkehren, wie sie aus seinen Schriften hervorgehe. Zu den Irrlehren zählt Numenios insbesondere diejenigen der Peripatetiker, der Stoiker und der von Arkesilaos ausgehenden skeptischen Richtung der Akademiker.
Numenios nimmt drei Götter (oder anders betrachtet drei Aspekte der Gottheit) an. Den ersten, obersten Gott, den er mit dem Guten an sich gleichsetzt, stellt er sich als nur seiend und nicht handelnd vor, ganz fern von der Materie, einfach und unbewegt. Ihm untergeordnet ist der zweite, der Schöpfergott (Demiurg), der durch die Betrachtung des ersten Gottes die Idee des Kosmos hervorbringt. Er ist durch Teilhabe am Guten gut; somit ist er nicht das Gute selbst, sondern der gute Gott. Im Gegensatz zum ersten Gott ist er bewegt; auf ihn ist das Werden zurückzuführen, auf den ersten Gott das Sein. Indem der Demiurg über die Idee hinaus auch die sinnlich wahrnehmbare Welt erzeugt, ordnet und lenkt, also sich mit der Materie abgibt, erscheint er als dritter Gott. Damit ist aber nicht ein zeitlicher Anfang der Welt gemeint; die Schöpfung ist ein anfangsloser Vorgang. Die Materie betrachtet Numenios als präexistent, also nicht erzeugt, sondern ewig. Sie ist für ihn die Quelle allen Übels. Wegen ihrer Mangelhaftigkeit widersetzt sich die Materie der ordnenden göttlichen Kraft, wird aber doch von ihr geprägt und emporgehoben und empfängt sogar Schönheit. Dadurch wird ihre Schlechtigkeit allerdings nicht behoben. Damit erweist sich die Philosophie des Numenios als dualistisch. Er sieht in der Materie ein eigenständiges Prinzip, das nicht letztlich auf die Gottheit zurückgeführt werden kann, sondern ebenso ursprünglich ist wie diese.
Wegen ihrer Selbstbewegung schreibt er der Materie sogar eine eigene Seele zu, die er für böse hält; sie verleiht der Materie aktive Kraft. Diese böse Seele ist für ihn nicht im Sinne einer Deutung des Bösen als Mangel etwas Nichtseiendes, sondern eine reale Substanz. Sie ist unsterblich und verursacht die Entstehung des üblen Seelenbereichs im Menschen, der akzidentell von außen zur an sich guten Einzelseele hinzutritt, wenn diese sich in die materielle Welt begibt. Den Abstieg der menschlichen Seele in die Körperwelt betrachtet Numenios grundsätzlich als ein Unglück.
Besonders intensiv setzt sich Numenios mit Platons Dialog Timaios auseinander. Den dort erzählten Atlantis-Mythos, den er für eine poetische Fiktion ohne historischen Hintergrund hält, deutet er allegorisch; der Kampf der Ur-Athener gegen die Bewohner des mythischen Reichs von Atlantis versinnbildlicht für ihn die Auseinandersetzung zwischen der Schar der besseren Seelen unter der Leitung der Göttin Athene, der Repräsentantin der Vernunft, und der zahlenmäßig überlegenen Gruppe der schlechteren Seelen, die sich der Welt der Sinne und der Vergänglichkeit und ständigen Veränderung hingeben und dem Meeresgott Poseidon unterstehen.
Aus Übereinstimmungen zwischen Auffassungen des Numenios und Lehren des Platonschülers Xenokrates hat Hans Joachim Krämer die Hypothese einer Beeinflussung abgeleitet.

## Nachwirkung
Die Schriften des Numenios beeinflussten den Neuplatonismus. Der berühmte Denker Plotin, der im 3. Jahrhundert in Rom eine neuplatonische Philosophenschule leitete, behandelte im Unterricht Werke des syrischen Mittelplatonikers, wie sein Schüler Porphyrios berichtet. Plotin setzte sich so intensiv mit den Schriften des Numenios auseinander, dass Philosophen in Griechenland ihn beschuldigten, sie zu plagiieren. Als Entgegnung auf diesen Vorwurf verfasste Amelios, ein Schüler Plotins und vorzüglicher Kenner der Lehre des Numenios, eine Abhandlung Über den Unterschied der Lehren zwischen Plotin und Numenios, die nicht erhalten ist. Ein wesentlicher Unterschied besteht darin, dass Plotin im Gegensatz zu Numenios das Böse nicht für real, sondern für einen bloßen Mangel hielt.
Die Werke Über das Gute und Über die Abwendung der Akademiker von Platon wurden von dem Kirchenvater Eusebios von Caesarea herangezogen, dem daher ein großer Teil der erhaltenen Numenios-Fragmente zu verdanken ist. Die Christen interessierten sich für die Lehre von den drei Göttern oder Aspekten der Gottheit, da diese Verdreifachung des ersten Prinzips mit der Trinitätslehre in Zusammenhang gebracht werden konnte. Auch Numenios’ positiver Wertung der jüdischen Tradition – er verglich Platon mit Moses – schenkten sie Beachtung.

## Textausgabe
- Édouard des Places (Hrsg.): Numénius: Fragments. Les Belles Lettres, Paris 1973 (griechische und lateinische Texte mit französischer Übersetzung)